# San Biagio dell'Anello
San Biagio dell'Anello, även benämnd San Biagio dell'Oliva och San Biagio al Crocifisso, var en kyrkobyggnad och titelkyrka i Rom, helgad åt den helige martyren Blasius. Kyrkan var belägen vid dagens Via del Monte della Farina / Vicolo dei Chiodaroli i Rione Sant'Eustachio.
Tillnamnet ”Anello” (italienska "ring") åsyftar Blasius biskopsring, vilken vördades som relik i kyrkan.
”Crocifisso” (italienska ”den Korsfäste”) syftar på Via del Crocifisso, den gata där kyrkan var belägen. Via del Crocifisso motsvarar dagens Via del Monte della Farina.

## Kyrkans historia
Kyrkans första dokumenterade omnämnande förekommer i en bulla, promulgerad av påve Urban III år 1186, vilken räknar upp den bland filialerna till församlingskyrkan San Lorenzo in Damaso. Därutöver förekommer kyrkan bland annat i Tassa di Pio IV, en förteckning upprättad under påve Pius IV:s pontifikat (1559–1565).
År 1575 förlänade påve Gregorius XIII kyrkan och församlingen åt Sankt Paulus regularklerker, det vill säga Barnabitorden. Orden lät restaurera den lilla kyrkan, trots att de hade för avsikt att uppföra en ny, större kyrka, helgad åt den helige Carlo Borromeo, ordens välgörare. Barnabiterna överlät tomten med San Biagio-kyrkan åt teatinerna mot en tomt vid Piazza Catinaria, där man år 1612 inledde byggandet av San Carlo ai Catinari. Kyrkan San Biagio dell'Anello revs år 1617. Den rivna kyrkans portal finns alltjämt vid Via di Sant'Anna 4. Arkitravens inskription lyder:

## Titelkyrka
San Biagio dell'Anello stiftades som titelkyrka av påve Sixtus V den 13 april 1587. Titelvärdigheten upphävdes av påve Paulus V år 1616 och överfördes till San Carlo ai Catinari.
Kardinalpräster
- Ippolito de' Rossi: 1587–1591
- Guido Pepoli: 1595–1596
- Fernando Niño de Guevara: 1597–1599
- Bonviso Bonvisi: 1599–1603
- Girolamo Pamphili: 1604–1610
- Vakant: 1610–1616
- Orazio Spinola: 11 januari – 24 juni 1616
- Titelvärdigheten upphävd: 1616